# IPE KW.1 Quero-Quero
Die IPE KW.1 Quero-Quero war eine Segelflugzeug der brasilianischen Industria Paranaense de Estruturas (IPE).

## Geschichte
Der Luftfahrtingenieur Kuno Widmaier entwarf ein Segelflugzeug, das unter der Bezeichnung KW.1 a erstmals am 18. Dezember 1969 flog. Der Prototyp erweckte von Anfang an Aufmerksamkeit, so dass José Carlos Boscardim für sein Unternehmen, die Industria Paranaense de Estruturas den Prototyp sowie die Produktionsrechte erwarb. Nach umfangreichen Tests erfolgten mehrere Anpassungen (KW.1 b1), um die Serienproduktion und die Flugleistungen zu erhöhen. Weitere Verbesserungen folgten, sodass das nunmehrige Flugzeug (KW.1 b2) bereit für die Serienproduktion war.

Zu dieser Zeit suchte das brasilianische Departamento de Aviação Civil ein neues Segelflugzeug, um die brasilianischen Aeroclubs neu auszustatten. Mehrere Entwürfe wurden geprüft, die KW.1 versprach die besten Leistungen und wurde deshalb ausgewählt.

## Konstruktion
Die KW1 ist ein einsitziges Segelflugzeug, das als Schulterdecker mit konventionellem Leitwerk ausgelegt ist. Der Rumpf in Halbschalenbauweise ist aus Holz gefertigt. Die Tragflächen bestehen aus einer Holzkonstruktion, deren mittlerer Teil mit Sperrholz beplankt und der Rest mit Stoff bespannt ist. Das Cockpit befindet sich vor den Tragflächen und verfügt über eine einteilige Haube. Unter dem Rumpf befindet sich ein größeres Rad und am Heck ein kleines.

## Varianten
- Quero-Quero II – Eine weiterentwickelte Variante mit neuem Leitwerk und einziehbarem Hauptrad. Mindestens ein Exemplar wurde gebaut.
- KW.1 GB – 1985 schlug der IPE-Konstrukteur Francisco Leme Gaivão eine verbesserte Version der Quero-Quero vor, um sich auch in der 15-m-Klasse behaupten zu können. Die Abmessungen waren ähnlich der Quero-Quero II.[2] Zwei Exemplare wurden gebaut.

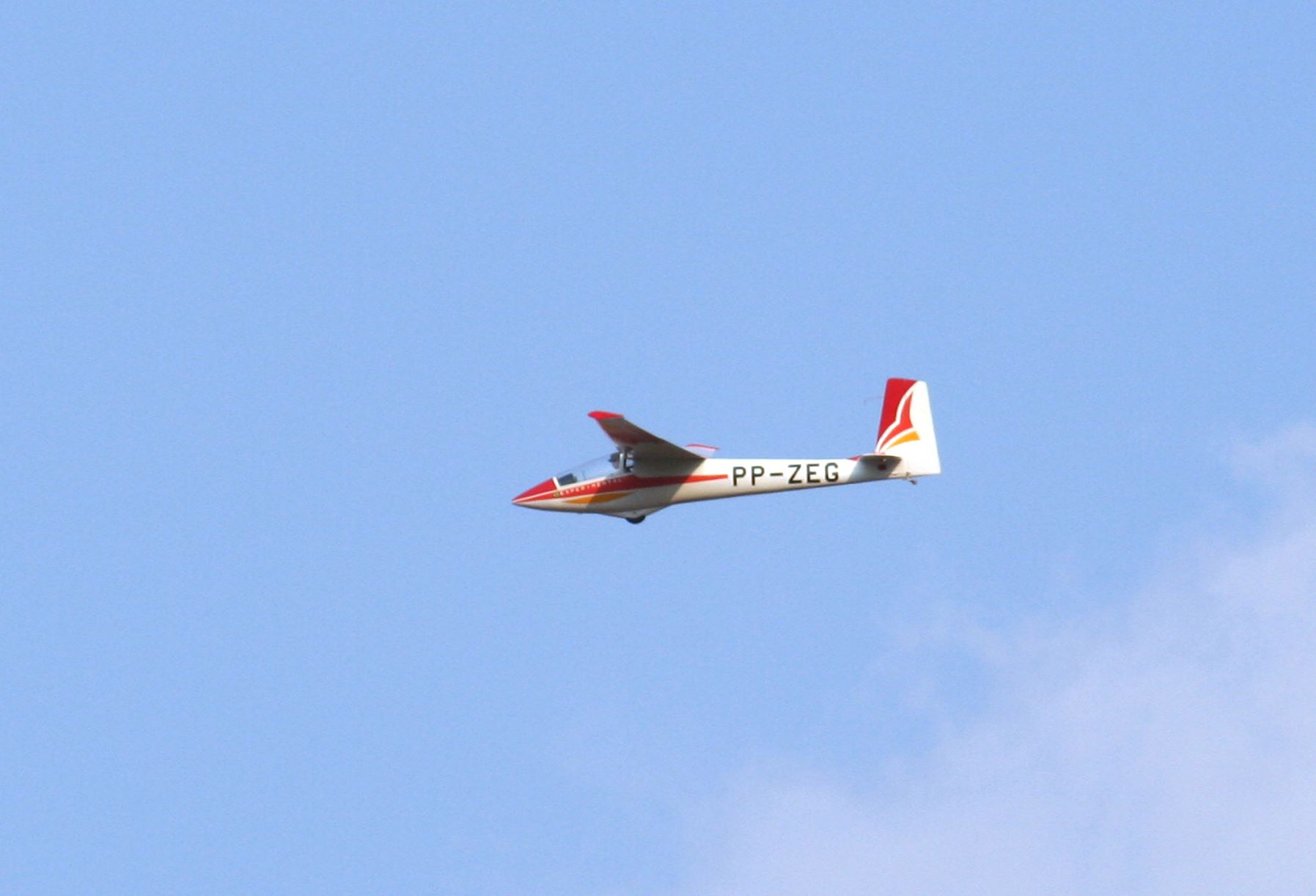
Die Falcon im Flug (ca. 2011)

- Falcon – Wolfram Gabler und sein Vater Eberhard Gabler schufen in 5600 Arbeitsstunden ab 1978 aus einem KW.1-Rumpf eine modernisierte Version mit anderem Flügelprofil, neuen Tragflächenenden und Cockpit. Die Falcon flog erstmals am 15. Oktober 1982 und war bei Wettbewerben sehr erfolgreich. Nur ein Exemplar wurde gebaut.
- Super Quero-Quero  – Eine weitere Version, mit neuem Cockpit, anderer Tragfläche und festem Rad. Zwei Exemplare gebaut.

## Technische Daten
| Kenngröße              | Daten (KW.1 b2)      |
| ---------------------- | -------------------- |
| Besatzung              | 1                    |
| Länge                  | 6,47 m               |
| Spannweite             | 15 m                 |
| Höhe                   | 1,34 m               |
| Flügelfläche           | 11,70 m²             |
| Flügelstreckung        | 18                   |
| Gleitzahl              | 27,5                 |
| Geringstes Sinken      | 0,66 m/s bei 57 km/h |
| Leermasse              | 185 kg               |
| max. Startmasse        | 280 kg               |
| Mindestgeschwindigkeit | 56 km/h              |
| Höchstgeschwindigkeit  | 159 km/h             |